# La bella y la bestia
A bela e a besta é uma canção espanhola do rapero Porta e a vocalista Norykko. É a segunda canção original do álbum Transtorno bipolar.
O tema está considerada a peça musical mais emblemática do hip hop espanhol na história e significou o sucesso mundial para Porta.

## Temática
A canção aborda a Violência doméstica, contando uma história quotidiana e normal, de um casal onde a mulher sofre violência física e moral por parte de seu marido: um tipo possesivo e alcohólico.

### Letra[5]
Desenvolve-se por versos de Porta onde narra a história do casal e as expressões da besta, enquanto Norykko contribui com os sentimentos do sofrimento de Bela.

## Sucesso
A canção significou um sucesso imediato de ambos artistas em toda Espanha mas demorou em chegar a América Latina, devido à pouca difusão do rap espanhol nesta região, arribando recém em meados do 2010. Onde deve se destacar que nesta região se encontram 7 dos 10 países com maior índice de violência doméstica no Mundo: Guatemala, Colômbia, El Salvador, Bolívia, República Dominicana, Porto Rico e México. Na actualidade Porta e Norykko estão considerados como artistas falantes de espanhol insígnias da luta contra a violência contra a mulher e até abril de 2018 o tema tem mais de 200 milhões de visualizações em YouTube, sendo assim a canção mais popular do rap em idioma espanhol no Mundo.